# 塔馬拉克 (加利福尼亞州)
塔馬拉克（英語：Tamarack）是位於美國加利福尼亞州卡拉韋拉斯縣的一個非建制地區。該地的面積和人口皆未知。

## 地理
塔馬拉克的座標為38°26′20″N 120°04′34″W / 38.43889°N 120.07611°W，而該地的平均海拔高度為2107米（即6913英尺）。